# Lago Alakol
Il lago  Alakol (in kazako: Алакөл) o Ala-koul è un lago del Kazakistan; è ricompreso nelle regioni del Kazakistan Orientale e di Almaty.

## Geografia
Si tratta di un lago endoreico salato. È situato a 347 m d'altitudine ed a 180 km ad est del Lago Balqaš, in prossimità della frontiera con la regione autonoma dello Xinjiang in Cina. Una zona paludosa la mette in comunicazione col lago Sasykkol, situato a nord-est e ad un'altitudine di qualche metro superiore.
Il consiglio internazionale del programma dell'UNESCO su l'Uomo e la biosfera (MAB, per Man and the Biosphere), riunito a Parigi dal 27 al 30 maggio 2013, ha deciso di inserire  l'Alakol nella Rete mondiale di riserve della biosfera.
Le isole del lago sono importanti siti di nidificazione e di nutrimento per molte specie di uccelli acquatici. Vi si trova in particolare la rara Ichthyaetus relictus, il pellicano dalmatico e la spatola bianca.